# 15-я Македонская ударная бригада
15-я Македонская (Поречская) ударная бригада (сербохорв. Петнаесетта македонска (поречка) ударна бригада / Petnaesta makedonska (porečka) udarna brigada, макед. Петнаесетта македонска (поречка) ударна бригада) — воинское формирование Народно-освободительной армии Югославии, участвовавшее в Народно-освободительной войне на территории Вардарской Македонии.

## Образование и боевой путь
Бригада была образована 12 сентября 1944 года в деревне Челопеци под Кичево. Основу составили бойцы Поречского партизанского отряда и 220 бойцов югославских четников, перешедшие на сторону партизан. Изначально бригада была известна под названием Поречской бригады (сербохорв. Поречка бригада / Porečka brigada).
Бригада участвовала в боях против немецких боевых групп «Гулман» и «Пабст» у сёл Марул, Алданци и Веселчани с 11 по 16 сентября, за сёла Мажушта, Страгомишта, Ново-Село и Джубрина с 8 по 9 октября. В селе Миокази под Кичево в состав бригады вошёл батальон 1-й Македонской ударной бригады, а также влились бойцы из 18-й Македонской бригады; позже бригаду переименовали в 15-ю Македонскую. С 25 сентября 1944 года числилась в составе 48-й Македонской дивизии НОАЮ.
15-я бригада участвовала в боях за Мислешево и Моровишта у Струги с 29 октября по 5 ноября, в ночь с 30 на 31 октября участвовала в ночном нападении на Стругу, боях за Охрид 2 ноября и у Подмоле 7 и 8 ноября. После тяжёлых боёв за Кичево и Заяс, длившихся с 15 по 18 ноября, участвовала в освобождении Гостивара и затем была расформирована. Личный состав продолжил службу в составе 7-й бригады 42-й дивизии 15-го Македонского корпуса.
Награждена орденом «За заслуги перед народом».

## Командный состав[2]
- Джоко Сайкович (командир)
- Илия Йовановский (командир)
- Захарий Трайковский (командир)
- Петар Пепелюговский (политрук)
- Предраг Айтич (политрук)